# 沙蒂永圣让
沙蒂永圣让（法語：Châtillon-Saint-Jean，法語發音：[ʃatijɔ̃ sɛ̃ ʒɑ̃]）是法国德龙省的一个市镇，属于瓦朗斯区。

## 地理
沙蒂永圣让（45°5'17"N, 5°7'51"E）面积8.82 平方千米，位于法国奥弗涅-罗讷-阿尔卑斯大区德龙省，该省份为法国东南部内陆省份，北起顺时针与伊泽尔省、上阿尔卑斯省、上普罗旺斯阿尔卑斯省、沃克吕兹省和阿尔代什省接壤。
与沙蒂永圣让接壤的市镇（或旧市镇、城区）包括：帕尔南、圣保罗莱罗芒、热尼雪、热桑、萨瓦斯河畔圣米歇尔、特里奥尔、圣拉捷。

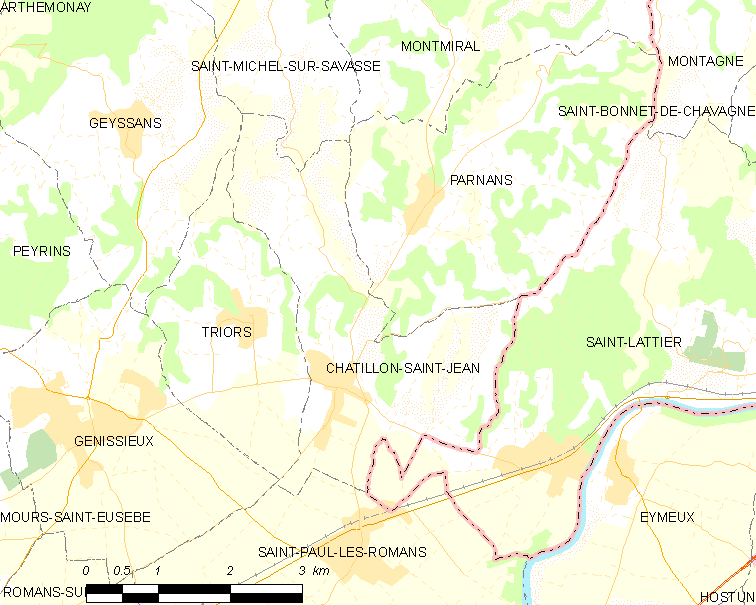
沙蒂永圣让的OSM定位图

沙蒂永圣让的时区为UTC+01:00、UTC+02:00（夏令时）。

## 行政
沙蒂永圣让的邮政编码为26750，INSEE市镇编码为26087。

## 政治
沙蒂永圣让所属的省级选区为伊泽尔河畔罗芒县。

## 人口

1962-2008年间沙蒂永圣让人口变化图示

沙蒂永圣让于2022年1月1日时的人口数量为1299人。